# Ajdir Izayane
Pour les articles homonymes, voir Ajdir.
 (décembre 2013).
Si vous disposez d'ouvrages ou d'articles de référence ou si vous connaissez des sites web de qualité traitant du thème abordé ici, merci de compléter l'article en donnant les références utiles à sa vérifiabilité et en les liant à la section « Notes et références ».
Ajdir des Izaïane (en berbère : ⴰⵊⴷⵉⵔ ⵏ ⵉⵥⴰⵢⵢⴰⵏ) est une petite bourgade rurale et le nom du plateau et de la célèbre forêt de cèdres à une trentaine de kilomètres à l'est de Khénifra. Il relève de la commune rurale d'Aguelmame Azegza. Il constitue le joyau du parc national de Khénifra. C'est ici que le roi Mohammed VI a prononcé un discours fondateur, connu en tant que discours d'Ajdir (ⵉⵏⴰⵡ ⵏ ⵓⵊⴷⵉⵔ), le 17 octobre 2001, avec notamment la création de l'Institut royal de la culture amazighe, dix ans avant l’officialisation dans la Constitution de la langue amazighe (berbère).

## Situation
Bâtie sur un modèle géomorphologique représentant les caractères de la causse moyen atlassique avec une alternance de plateaux et de falaises, dans un environnement forestier varié à prédominance de cédraie et de chênaies c'est  un plateau circulaire de quelques kilomètres de diamètre, connu sous le nom du plateau d'Ajdir, zone dépourvue d'arbres entourée d’une futaie dense composée majoritairement de cèdres  et de thuyas, située à 30 km de Khénifra à 1 800 m d'altitude.
Son réseau hydrographique, l'altitude élevée de ses reliefs bien arrosés et la prédominance d’eaux phréatiques superficielles génèrent une multitude de sources permanentes fraîches (10−18 °C).
- Zone classée « Patrimoine National » par (dahir du 9 avril 1943 portant classement, B.O no 1557 du 28 août 1942-p. 739) -( Arrêté du 29 juillet 1949 portant classement –B.O no 1919 du 5 août 1949 –p. 988) - ( Arrêté du 28 mars 1950 portant classement –B.ON° 1957 du 28 avril 1950 –p. 480).

Outre le lac Aguelmame Azegza, le Lac Aguelmame N'Miaami, d'Adrar Oujdir, c'est de là que prend naissance l'oued Chbouka. C'est un lac naturel alimenté par des sources et un affluent, sa profondeur moyenne est de l'ordre de 4 m. Le type de poisson rencontré est la truite et le lac Tiguelmamine domaine relevant de la commune rurale d'Aguelmame Azegza Province de Khénifra. Ce domaine  géographique relève de la tribu Zayane notamment les Ait Ammou Aissa et Ait Boumzzough, Ait Maî, Ait Khouya, Ait Boumzil...
La superficie de la forêt d'Ajdir est estimée à 20 000 hectares de cèdres notamment le fameux Cedrus atlantica. Les spécimens les plus vieux et les plus impressionnants de cèdres, peuvent atteindre une hauteur de 40 à 60 m et 1200 ans d'âge, faisant de cet arbre une véritable mémoire vivante de l'évolution climatique du Maroc.
- La cédraie marocaine couvre environ 133 000 ha et se développe surtout au-dessus de 1 500 mètres dans les provinces d’Ifrane et de Khénifra, d'une superficie de 102 000 ha.

## Climat
Du type méditerranéen continental de montagne, il est froid et pluvieux en hiver, frais et sec en été.
L'étage bioclimatique est de type sub-humide à humide ; les précipitations moyennes y sont estimées de 1 150 mm à 1 400 mm par an.

## Histoire
Mais Ajdir doit sa célébrité à trois événements historiques majeurs: 
- le premier concerne la venue de Mohamed V en 1956, une visite qui devait sceller aux lendemains de l'indépendance, la création des forces armées royales marocaines, le 15 mai 1956 (fusion des tabors et goums); Moulay Hassan [Hassan II] devient le chef d'État-major avec l'intégration en leur sein des éléments de l'Armée de Libération qui avaient accepté les accords d’Aix-Les-Bains. Cet événement avait connu l'ascension des forces vives des imazighen qui se heurta aux ambitions de domination du parti de l'Istiqlal : Addi Oubihi en était la victime.
- Mars 1973 : événement de Moulay Bouazza. Action perpétrée par le Tanzim(organisation née dans une ambiance internationale, de lutte des fedayin palestiniens, de baasisme en Syrie et d'euphorie du FLN algérien), branche radicale du parti l'UNFP d'orientation révolutionnaire (1963-1973), dont l'acteur principal fut Fqih Basri de l'option libyenne du Tanzim, partisan de la lutte armée. Des éléments du groupe s'infiltrent à Khénifra, Goulmima, et Tinghir (Omar Dahkoun, Abdellah Nemri et Ahmed Kheir, Mohamed Bennouna, Assekour Mohamed, Brahim Tizniti) Ces agitations ont démontré les contradictions d'orientation politique au sein du parti UNFP.
- Le discours d'Ajdir, le 17 octobre 2001, adressé à la nation par le roi Mohammed VI à Ajdir Izayane province de Khénifra, lors de la cérémonie d'apposition du sceau chérifien scellant le dahir, crée et organise l'Institut royal de la culture amazighe. Ce discours a permis de donner de nouvelles impulsions aux défenseurs de la thèse amazighe en tant qu'entité nationale et patrimoine incontournable.

## Biodiversité
Le Moyen Atlas est une des références en matière de diversité faunistique et floristique à l’échelle nationale mais aussi mondiale. La cédraie d'Ajdir recèle une faune sauvage remarquable, elle joue un rôle écologique et socio-économique très important : bois d’œuvre, pâturage, protection des sols, habitats pour la faune.

## Faune
Les mammifères les plus courants sont le chacal, le renard roux, le porc-épic, la genette. le sanglier, le mouflon à manchettes, le macaque de Barbarie, l'écureuil de Barbarie, la mangouste, le chat sauvage et le cerf de Barbarie.
Les deux espèces les plus impressionnantes, le lion de l'Atlas et la panthère, ont disparu : la première dans les années 1920 et la seconde, récemment, dans les années 1980-1990.

## Flore
- Le cèdre de l'Atlas
- Le Thuya de berbèrie

Le thuya de Berbérie (le cyprès de l'Atlas) est un arbre résineux de la famille des Cupressacées originaire de l'Afrique du Nord et du sud de l'Europe, toujours vert, qui mesure de 6 à 8 m de haut, mais peut atteindre 15 m et plus. Le nom latin de ce conifère est Tetraclinis articulata ou Callitris articulata. C’est pourquoi les forêts de thuyas de Berbérie s’appellent tétraclinaies ou callitraies. Les feuilles sont plates, en forme d’écailles et persistantes. Le thuya de Berbérie est une plante rustique et xérophile.
- genévrier rouge
- Genévrier thurifère Juniperus thurifera L.

## Liens Externes
- Parc National de Khénifra[1]
- Le Moyen-Atlas[2]
- Oiseaux Meknes-Tafilalet[3]
- Encyclopédie Berbère/Genévrier[4]
- Localités voisines de Khenifra, Maroc[5]
- Héros sans gloire par Mehdi Bennouna[6]

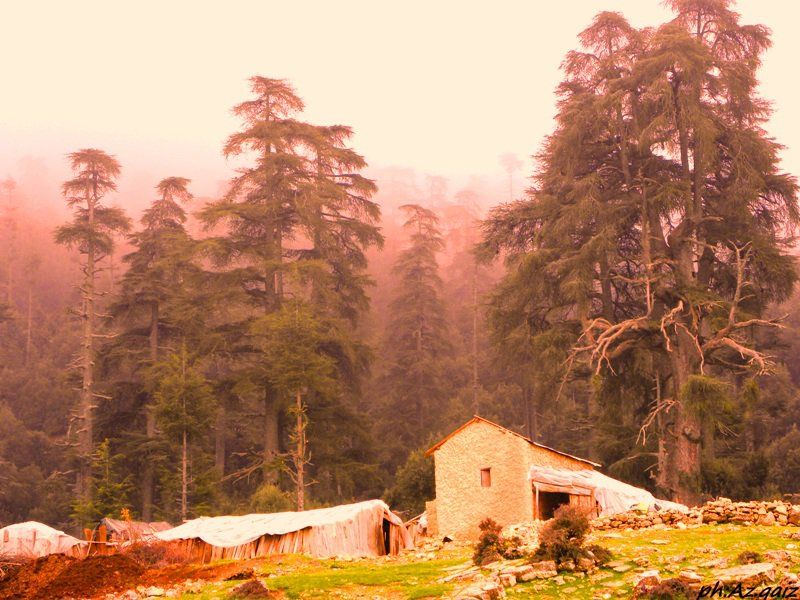
Maison à Ajdir

- Cèdre de l'Atlas: mémoire du temps[7]

## Galerie photo

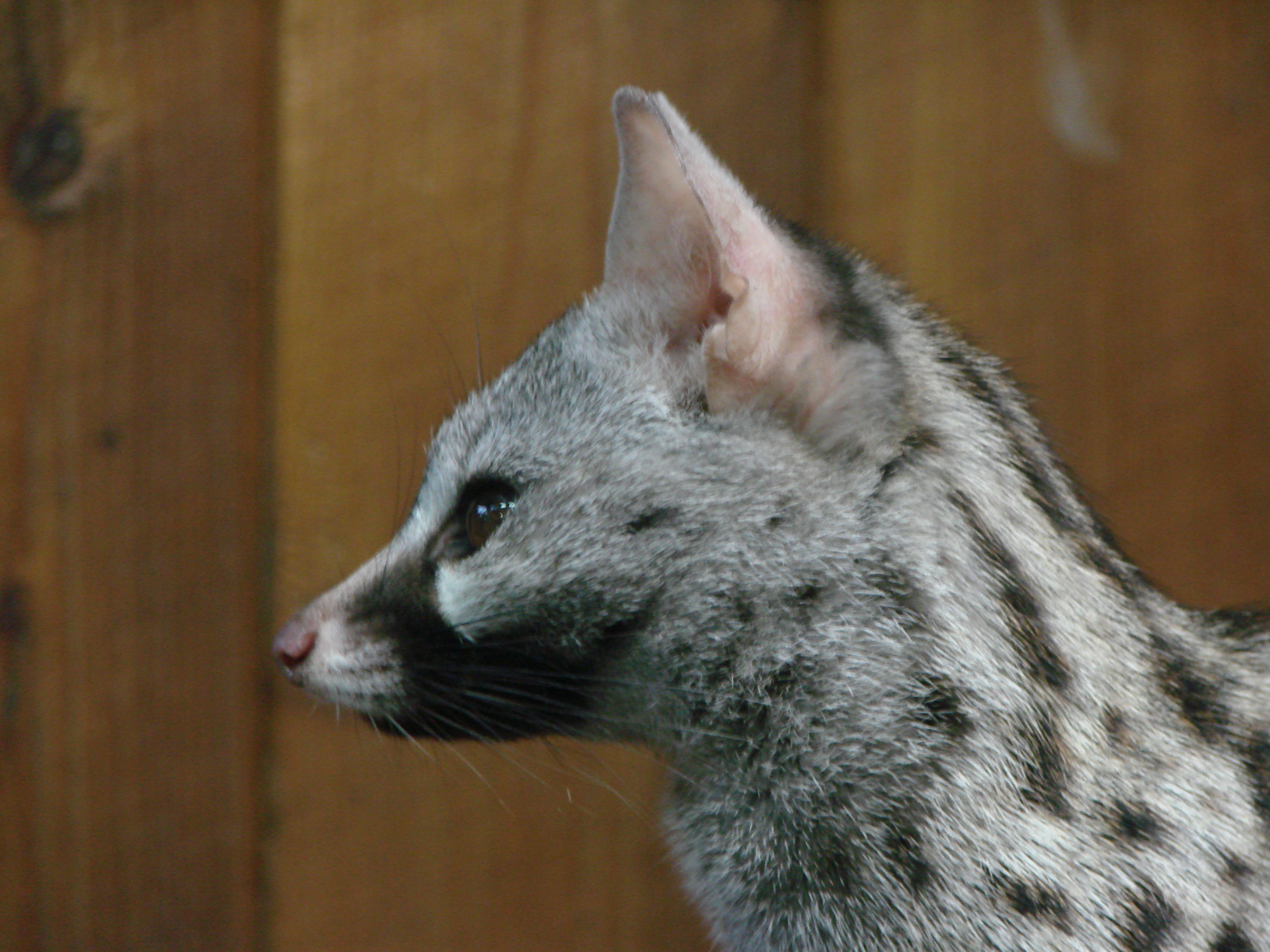
La genette
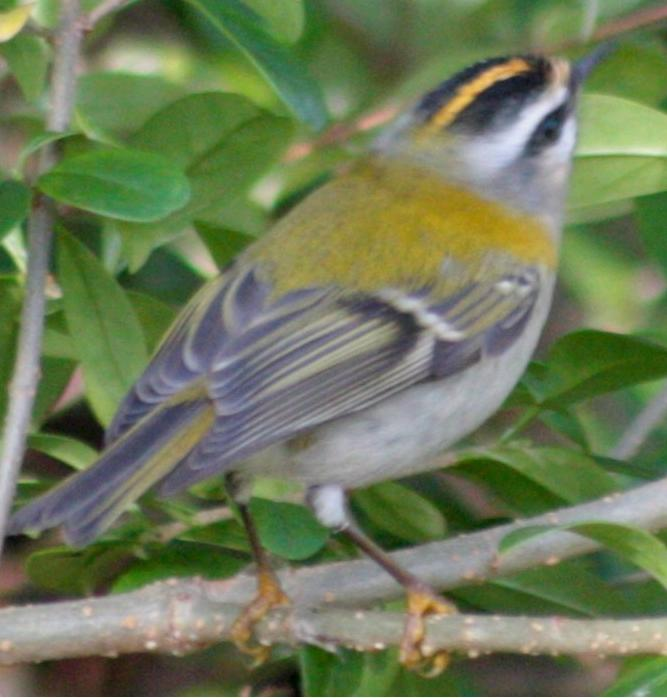
Le roitelet à triple bandeau